# شتاترودا
اشتات رودا (بالألمانية: Stadtroda) هي بلدة ألمانية تقع في ألمانيا في تورينغن. يقدر عدد سكانها بـ 6,320 نسمة .

## المدن التوأمة
مدن تاخوف و هومبرغ هي مدن توأمة لـاشتات رودا.

## أعلام
- خواكيم إرفين